# Legeplads
En legeplads er et afgrænset sted udendørs, som er tilrettelagt for at børn kan lege der.
De er sædvanligvis åbne for alle, og ofte udstyrede med sandkasser og legeredskaber – f.eks. en eller flere vipper, gynger og klatrestativer. Legepladser ligger ofte i nærheden af beboelsesområder i byområder og i byer, men kan også være anlagt i forbindelse med skolegårde, børnehaver, offentlige parker, åbne turarealer og indkøbscentre, hvor børn og familier færdes.
Området rundt om redskaberne kan være indhegnet, og arealet kan være dækket med sand, græs eller asfalt. Der kan også være baner til boldspil og bænke.

## Naturlegeplads
Betegnelsen naturlegeplads dækker over en legeplads, der udmærker sig ved at være bygget udelukkende af naturmaterialer - f.eks. træ. De er ofte anlagt i eller i nærheden af en skov eller i andre naturområder.